# ピーテル・イサークスゾーン
ピーテル・イサークスゾーン（Pieter Isaacsz.、1569年ころ - 1625年9月14日）は、オランダ人の両親を持つデンマーク生まれの画家である。デンマーク王室の宮廷画家として働き、肖像画や宮殿の装飾画も描いた。

## 略歴
デンマークのシェラン島北東部のヘルシンゲルで生まれた。父親のイサーク・ピーテルスゾーン(Isaac Pietersz.)はオランダのハールレム出身の商人で、デンマーク王室相手の商売をして後にデンマークの役人になった。
1578年から1580年のどこかで、家族はアムステルダムに戻り、1604年に出版されたカレル・ファン・マンデルの画家の伝記ではイサークスゾーンはアムステルダムの画家、コルネリス・ケテルのもとで1年半ほど絵を学んだとされる。その後、イタリアへ旅し、ハンス・フォン・アーヘン(1552-1615)の弟子となった。1585年から1588年の間はヴェネツィアやフィレンツェに滞在し、1590年にはローマで働いた。アーヘンとイタリアやドイツの各地を旅して貴族の肖像画を描いた。アーヘンが神聖ローマ皇帝ルドルフ2世の宮廷画家に任命されプラハで働くようになった後、アーヘンと別れオランダに移った。1593年にアントウェルペンの女性と結婚した。
オランダに戻った後もデンマーク王、クリスチャン4世に招かれ、デンマークに滞在し、国王の肖像画を描いたり、ローゼンボー城の装飾画も描いた。オランダでデンマーク王室のために美術品購入の代理人も務めた。
イタリアやドイツの旅で知り合ったパウル・フレーデマン・デ・フリースやヘンドリック・デ・ケイゼルといった画家、芸術家と働いた。またアドリアン・ファン・ニウラント(1587-1658)やヘンドリック・アーフェルカンプ(1584-1635)を教えた。
1625年に疫病で亡くなった 。息子のイサーク・イサークスゾーン(Isaac Isaacsz: 1599-1649)も画家になり、父親と同じようにデンマークでも働いた。

## 作品

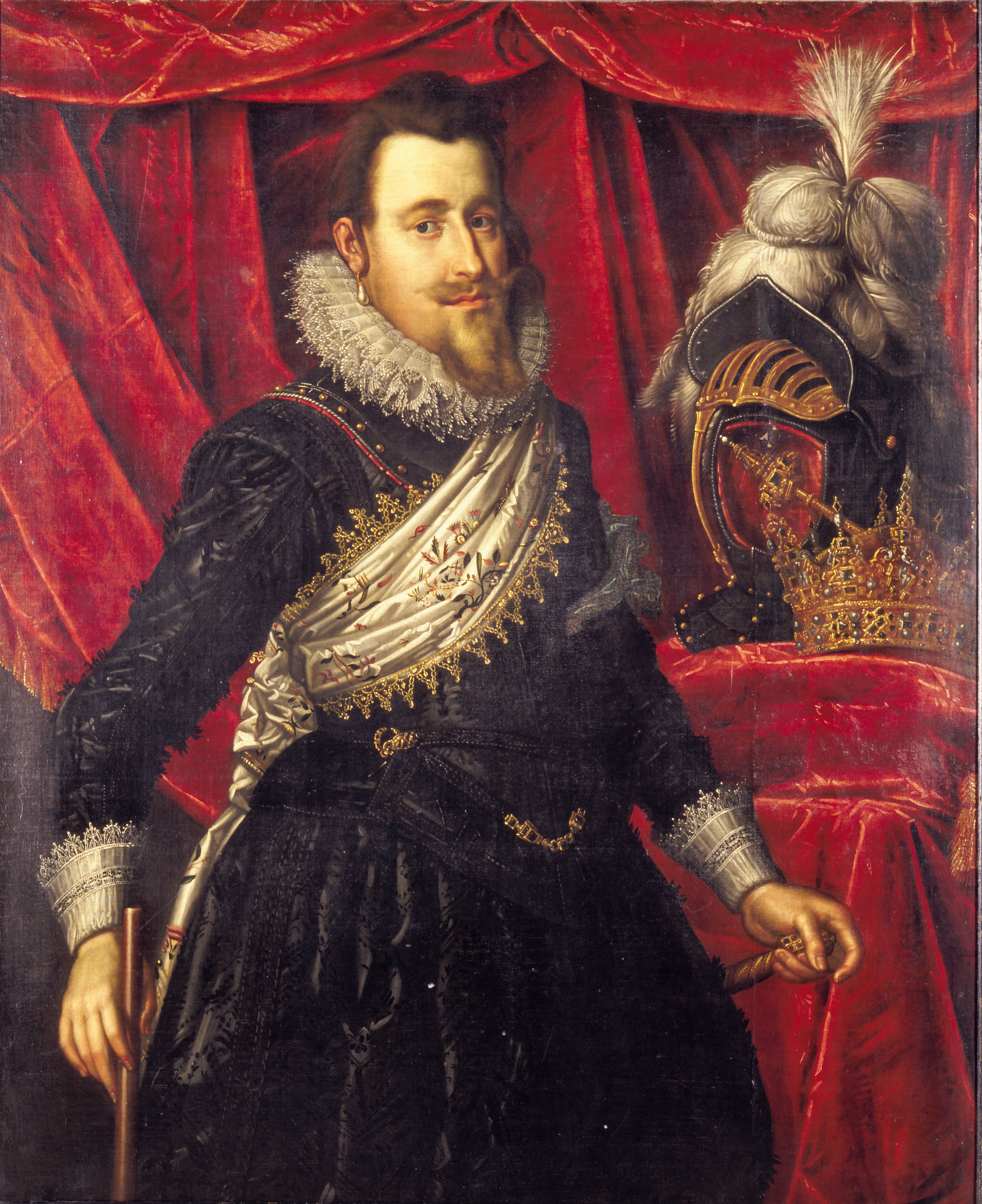
クリスチャン4世 (デンマーク王)(1612)、フレデリクスボー城の国立美術館蔵
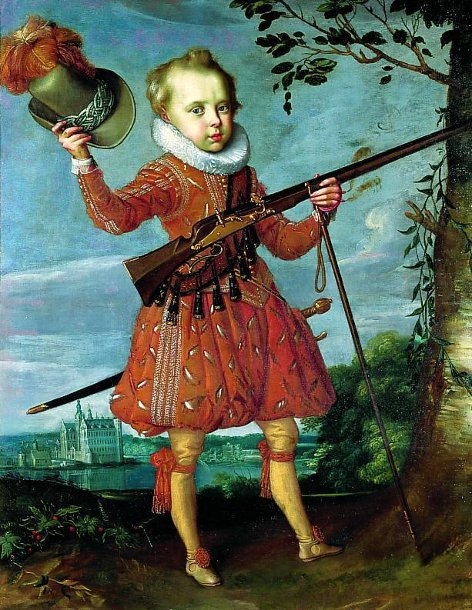
少年時代の	フレデリク3世 (デンマーク王)
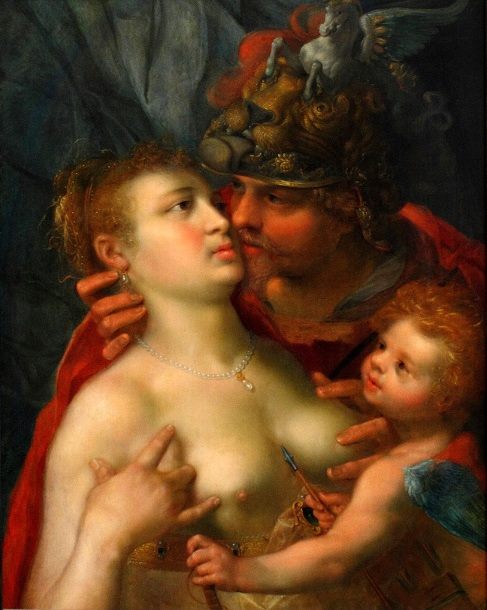
マルス、ヴィーナスとキューピッド